# Produktionsmanagement
Das Produktionsmanagement (englisch operations management) ist eine betriebliche Führungsaufgabe und Bestandteil der Produktionswirtschaft. Es ist ein wichtiger Baustein der Unternehmensführung in produzierenden Unternehmen und wird in operatives, taktisches und strategisches Produktionsmanagement unterteilt.

Produktionsmanagement

Es umfasst die Planung, Organisation, Durchsetzung und Kontrolle industrieller Wertschöpfungs- und industrieller Leistungserstellungsprozesse. Dabei stehen die Prozesse der Willensbildung (Planung) und der Willensdurchsetzung (Steuerung und Kontrolle) im Vordergrund. Der Begriff „industriell“ bedeutet damit weniger „in der Industrie“ als „unter Einsatz industrieller Methoden“.

## Hauptaufgaben des Produktionsmanagements
Eine der Hauptaufgaben des Produktionsmanagements ist die Produktionsplanung und -steuerung (PPS). Ferner gehört zum Produktionsmanagement das Controlling aller Fertigungs- und Montageprozesse, um Logistikkosten zu minimieren und die logistische Leistungsfähigkeit zu steigern.
Gegenstand der Produktionsplanung ist die Gestaltung des allgemeinen Inhaltes und der Einzelprozesse der Fertigung und Montage in Bezug auf Termine, Kapazitäten und Mengen. Die Produktionssteuerung regelt den tatsächlichen Ablauf der Tätigkeiten während der Auftragsabwicklung. Das Ziel ist dabei, die Vorgaben der Planung möglichst genau umzusetzen und anvisierte logistische Zielgrößen zu erreichen. Das Produktionscontrolling überwacht Abweichungen zwischen Planvorgaben und Ist-Zustand und veranlasst ggf. Maßnahmen zur Sicherung einer möglichst effizienten Produktion.

## Funktionsweise und Methoden des Produktionsmanagements
Die Funktionsweise des Produktionsmanagements beginnt mit der Festlegung von Produktionszielen, die auf den Bedarf des Marktes, die verfügbaren Ressourcen und die Geschäftsstrategie des Unternehmens abgestimmt sind.
Im nächsten Schritt werden die Produktionsprozesse geplant, die Ressourcen zugewiesen und die Fertigungsabläufe organisiert. Die Steuerung umfasst die Überwachung der Produktionsprozesse, um sicherzustellen, dass sie reibungslos ablaufen und dass Qualitätsstandards eingehalten werden. Sofern Unregelmäßigkeiten in Erscheinung treten, werden Korrekturmaßnahmen ergriffen.
Schließlich wird die Produktion regelmäßig bewertet und verbessert, um die Effizienz und Qualität der Produktion zu maximieren. Das Produktionsmanagement arbeitet eng mit anderen Abteilungen im Unternehmen zusammen, wie z. B. dem Vertrieb und dem Einkauf, um sicherzustellen, dass die Produktion auf die Bedürfnisse des Marktes und des Unternehmens abgestimmt ist. 
Es gibt verschiedene Methoden und Ansätze, die beim Produktionsmanagement eingesetzt werden, um eine effektive und effiziente Produktion zu gewährleisten. Dazu gehören unter anderem die Lean-Methodik, Six Sigma, das Total Quality Management (TQM) sowie die Theory of Constraints (TOC).

### Lean-Methodik
Die Lean-Methodik ist ein Konzept des Produktionsmanagements, welches darauf abzielt, den Wert für den Kunden zu maximieren und gleichzeitig die Verschwendung von Ressourcen zu minimieren. Dies wird erreicht, indem alle Prozesse auf eine effektive und effiziente Art und Weise organisiert und gestaltet werden.

### Six Sigma
Six Sigma ist ein Qualitätsmanagementsystem, das darauf abzielt, die Fehlerquote in Produktionsprozessen zu minimieren und die Qualität zu maximieren. Dabei wird ein strukturierter Ansatz verfolgt, der auf Datenanalyse und statistischer Methodik basiert.

### Total Quality Management (TQM)
Total Quality Management (TQM) ist ein umfassendes Konzept des Produktionsmanagements, das auf eine kontinuierliche Verbesserung von Prozessen und Produkten abzielt. Dabei wird der Fokus auf die Maximierung der Kundenzufriedenheit durch die 3.4 Einbeziehung aller Mitarbeiter und Abteilungen gelegt. TQM umfasst Methoden wie statistische Prozesskontrolle und Fehlervermeidung.

### Theory of Constraints (TOC)
Die Theory of Constraints (TOC) ist eine Methode des Produktionsmanagements, die auf die Identifikation und Beseitigung von Engpässen in der Produktionskette abzielt. Dabei wird ein ganzheitlicher Ansatz verfolgt, der auf die Optimierung des gesamten Systems abzielt. Ziel ist es, die Produktion effizienter und effektiver zu gestalten, um eine höhere Kapazität und Rentabilität zu erreichen.
Des Weiteren sind zu nennen: Just-in-Time (JIT), Poka-Yoke, die 5S-Methode, Overall Equipment Effectiveness (OEE) und das Value Stream Mapping (VSM).

## Produktionsmanagement als Wissenschaftsdisziplin
Im Rahmen der Entwicklung der Betriebswirtschaftslehre von einer objektorientierten Wissenschaft zu einer interdisziplinären Realwissenschaft vom Management gesellschaftlicher Institutionen wachsen die Produktionswirtschaft und die Industriebetriebslehre zu einer neuen Disziplin zusammen: dem Produktionsmanagement. Damit stellt Produktionsmanagement neben Marketingmanagement und Finanzmanagement eine der drei organisatorischen Hauptfunktionen dar. Unter der Prämisse der Definition von Organisation als zielgerichtete Handlungssysteme mit interpersonaler Arbeitsteilung hat jede Organisation eine Produktion.
Wissenschaftlich wurden als wesentliche Ansätze das Scientific Management, situative Ansätze, entscheidungsorientierte Ansätze, systemorientierte Ansätze (Bild) und inzwischen auch Evolutionäres Management herangezogen.
Hinsichtlich der Bedeutung, der Auswirkungen und des Zeitraumes unterscheidet man drei Ebenen:
- das strategische Produktionsmanagement beschäftigt sich mit der langfristigen Ausrichtung der Ziele, der Produktion und des Produktionssystems eines Unternehmens. Dazu gehören die Schaffung und Erhaltung von leistungs- und wettbewerbsfähigen Produktionskapazitäten und die Festlegung der Fertigungsstandards.
- das taktische Produktionsmanagement beschäftigt sich mit der mittelfristigen Umsetzung der strategischen Entscheidungen. Dazu gehören die Bestimmung der Produktionstechnologie sowie die Anpassung der Fertigungsstrukturen und Arbeitsorganisation an die sich ändernden Prozesse und Produkte unter Berücksichtigung gesetzlicher Auflagen und tariflicher Vereinbarungen.
- das operative Produktionsmanagement beschäftigt sich mit der kurzfristigen Planung und Vorbereitung aller erforderlichen Maßnahmen zur Leistungserbringung zur Erfüllung der Kundenaufträge. Hierzu gehört u. a. die Erstellung des Produktionsprogramms und die Beauftragung der eigenen Fertigung und der Lieferanten. Es ist jedoch nicht für den physischen Leistungsvollzug zuständig, die der Arbeitsvorbereitung, Fertigungssteuerung und Logistik zuzuordnen sind.[8]